# Paradoxostoma porlockense
Paradoxostoma porlockense är en kräftdjursart som beskrevs av John Horne och Whittaker 1985. Paradoxostoma porlockense ingår i släktet Paradoxostoma och familjen Paradoxostomatidae. Inga underarter finns listade i Catalogue of Life.